# Bossa Nova Combo
Bossa Nova Combo – polska grupa muzyczna, która powstała dla potrzeb Programu III Polskiego Radia. Z czasem rozszerzyła swoją działalność.

## Historia
Utworzył ją w roku 1962 i prowadził Krzysztof Sadowski. Debiut grupy nastąpił 27 stycznia 1963 w audycji radiowej Mateusza Święcickiego, demonstrującej bossa novę. Był to w ówczesnym czasie zupełnie nowy styl muzyczny.
Założyciel zespołu miał już doświadczenie muzyczne: uczył się gry na fortepianie w Średniej Szkole Muzycznej w Warszawie, a także prowadził grupę Modern Combo oraz współpracował z wieloma zespołami i muzykami jazzowymi.
W pierwszym składzie Bossa Nova Combo grali:
- Jerzy Bartz (perkusja),
- Józef Gawrych (wibrafon, instrumenty perkusyjne),
- Włodzimierz Kruszyński (saksofon tenorowy),
- Krzysztof Sadowski (lider zespołu, fortepian),
- Janusz Sidorenko (gitara),
- Adam Skorupka (kontrabas),
- Liliana Urbańska (flet).

Włodzimierza Kruszyńskiego zastąpił później Alfred Banasiak, a Adama Skorupkę – Jan Byrczek. Do grupy dołączyli też Andrzej Mazurkiewicz, grający na trąbce i Randy Sackey, używający instrumentów perkusyjnych.
Grupa Bossa Nova Combo brała udział w licznych koncertach krajowych (Wrocław, Filharmonia Narodowa w Warszawie) i zagranicznych (Czechosłowacja, ZSRR). W 1963 wystąpiła z Michałem Urbaniakiem na Międzynarodowym Festiwalu Muzyki Jazzowej Jazz Jamboree w Warszawie.
W roku 1966 zespół zakończył swą działalność.

## Dyskografia
- solowa
  - Bossa Nova Combo (EP, Muza N-0246)
- sesyjna
  - 1991 Czesław Niemen: Gwiazdy mocnego uderzenia (LP, Muza SX-2991)

## Ciekawostki
- Zespół wystąpił w odcinku specjalnym niemieckiego programu telewizyjnego Jazz – gehört und gesehen[1]. W programie Jazz aus Polen w reżyserii Janusza Majewskiego prezentowano dokonania najważniejszych wykonawców krajowej sceny jazzowej[1]. Produkcja ta została zrealizowana w Warszawie przez Joachima Berendta na zlecenie telewizji zachodnioniemieckiej[1].
- Zasłynął z udziału w nagraniu piosenki Pod Papugami Czesława Niemena.